# Кирил Солунски (преподобномъченик)
 Тази статия е за новомъченика от XVI век.  За светеца просветител от IX век вижте Константин-Кирил Философ.  
Кирил (на гръцки: Άγιος Κύριλλος) е гръцки светец от Солун, преподобномъченик от втората половина на XVI век.

## Биография
Единственият източник за мъченичеството на Кирил е Атонски ръкопис №347 от манастира Дионисиат – текст написан на висок език, вероятно лично от автора на житието, датиращ към края на XVII – началото на XVIII век.
Според житието Кирил е роден със светското име Киряк в Солун през 1544 година по време на управлението на султан Сюлейман Великолепни. Баща му се казва Пейо и се преселва от Пелагония със семейството си в акропола на Солун. На възраст от десет години Киряк остава сирак и попада под попечителството на двамата си вуйчовци, единият, които бил станал мюсюлманин. Мюсюлманският вуйчо успява да получи пълно попечителство над Киряк и го изпраща да учи кожарство при един майстор мюсюлманин. Киряк обаче по съвет на другия си вуйчо, благочестив християнин, напуска тайно настойника си мюсюлманин и тръгва с група светогорски монаси, които се намирали в Солун и на 14 години се замонашва в светогорския манастир Хилендар под името Кирил.
Поради младостта си Кирил живее в метох на манастира осем години. На 22 години с други двама монаси отива в Солун, където се среща вуйчо си християнин. С братовчед му случайно обаче се натъкват на мюсюлманския вуйчо, който разпознава Кирил и с помощта на други мюсюлмани го задържа и го обвинява, че е приел и след това се е отказал от исляма.
Кирил е изправен пред турския съдия в Солун, който се опитва да го убеди да се откаже от християнската вяра и да приеме исляма, но усилията му остават без резултат. На следващия ден съдията използва заплахи, които обаче също са без резултат, и затова Кирил е осъден на смърт чрез изгаряне. На 6 юли 1566 година тълпа фанатизирани мюсюлмани го отвеждан на мястото на стария византийски хиподрум до църквата „Св. св. Константин и Елена“, която споменава Кирил в своя синаксар Кирил на първо място. Турският военачалник за последен път се опитва да склони Кирил към исляма с предложения за материални изгоди. Кирил отказва, заявявайки, че единственото му богатство е Христос, и е изгорен на клада.
Мощите на мъченика са открити в глинена урна в 1972 година в подземието на разрушената за обновяване църква „Св. св. Константин и Елена“. Паметта на светеца новомъченик се чества на 6 юли. На него е посветен десният параклис на храма „Св. св. Константин и Елена“.